# 佔領華爾街
佔領華爾街（英語：Occupy Wall Street，或譯佔據華爾街）是一連串主要发生在纽约市的集会活动，由加拿大反消费主义组织广告克星发起。行動靈感來自2011年發生的阿拉伯之春，尤其是发生在2011年埃及革命期间的开罗塔利尔广场周围的集会与示威运动。行動於2011年9月17日開始，當日近一千名示威者進入紐約金融中心華爾街示威，警方更一度圍起華爾街地標華爾街銅牛阻止示威者進入。
活动的目标是要持续占领纽约市金融中心区的华尔街，以反抗大公司的贪婪不公和社会的不平等，反对大公司影响美国政治，以及金钱和公司对民主、在全球经济危机中对法律和政治的负面影响。组织者试图通过占领该地以实现“尽可能达到我们的要求”之目的，具体要求在运动中逐渐产生。
10月1日，类似的集会运动出现在了华盛顿特区、旧金山、洛杉矶、芝加哥、波士顿、波特兰、阿布奎基、坦帕、夏洛特、西雅图、丹佛和緬因州波特蘭。
后来，該運動已發展成「一起佔領」(Occupy Together)，蔓延至南美洲、歐洲、亞洲、非洲、大洋洲各地，並在10月15日開始全球各大城市串連，亞洲包括郑州、台北、東京、首爾、香港、吉隆坡都有人加入響應。

## 发生背景

### 運動的起源

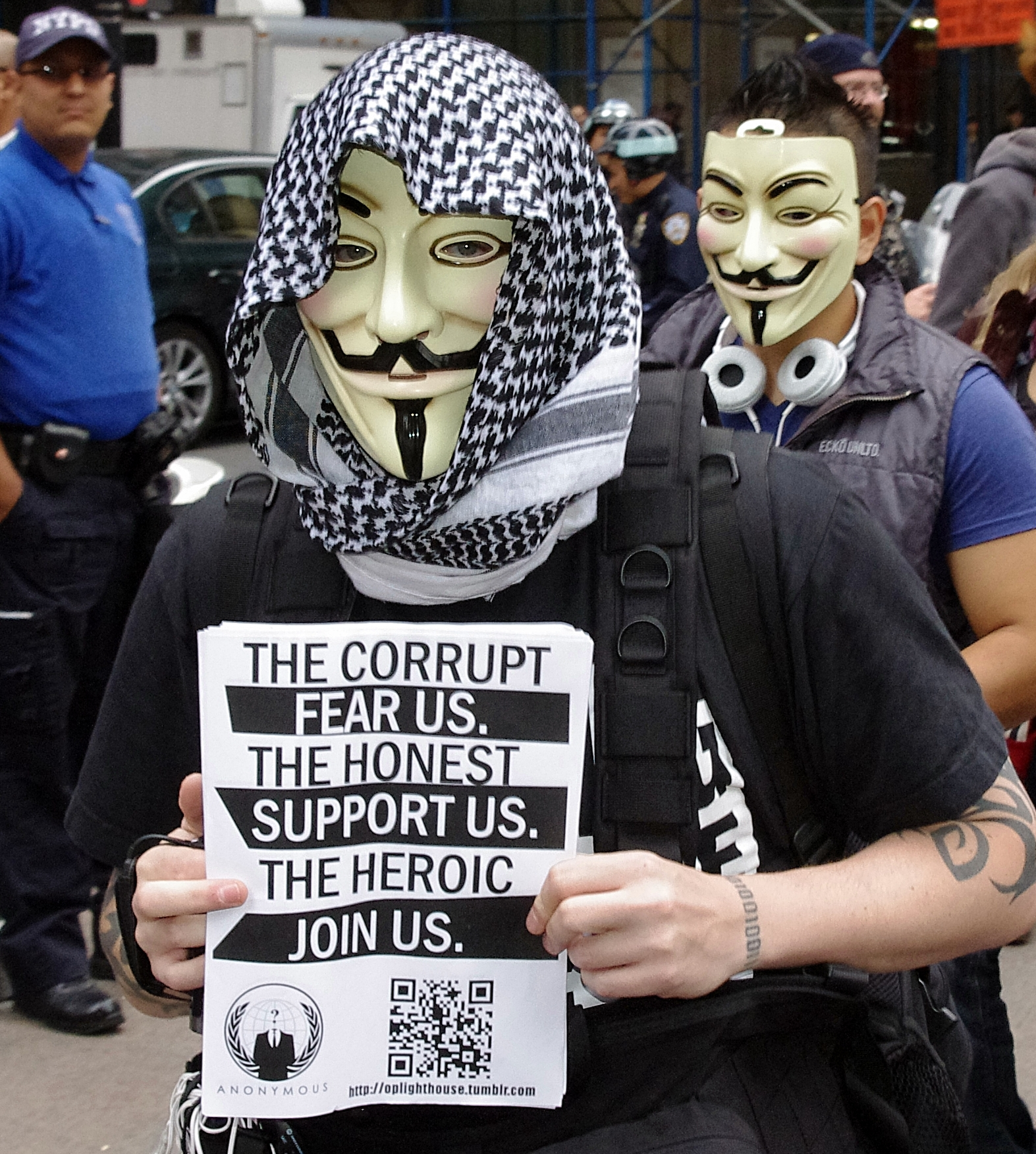
9月17日的纽约，一名参与者手拿反对腐败、号召更多人加入他们的卡片

美國前1%富人占社會財富比率變遷

在2000年代後期環球金融危機爆发后，许多大公司濒临破产，导致美国等许多国家经济萎靡不振和失业率居高不下。一个位于加拿大的组织——广告克星媒体基金会（以宣传反消费主义而闻名，简称广告克星），提议举行和平的集会活动以占领华尔街，以此来反抗目前的美国政治领袖在解决经济危机中的不够有作为的表现。
尽管该项活动由《广告克星》杂志提出来的，不过实际活动并无具体领导者。来自匿名者的积极行动份子鼓励该组织的成员参与这个活动，从而使得该运动得以壮大。随后，包括纽约市大型集会（NYC General Assembly）和美国愤怒日（U.S. Day of Rage）在内的其他组织也都给予积极响应。
在该活动于9月17日举行之前，纽约市长迈克尔·布隆伯格发表了一份书面声明表示“民众有抗议的权利，如果他们想要抗议，我们将乐于确保他们有举行活动的地点”。

### 形式
最早發起這個運動的雜誌广告克星說，「在運動成氣候之前，提出具體目標是沒有意義的。所以，開始的目標就是佔領本身——佔領意味著直接民主，而直接民主有可能產生特定目標，也可能不。那些主流媒體不停地問什麼是目標，他們錯了。」意思是，抗議青年們意欲透過「佔領」本身形成一場對體制反思的運動，並且在佔領過程中，以直接民主的方式去討論問題、目標與策略。而這個過程就是一種民主實踐。抗議者們表示，沒有人可以代表他們，由每個受害者自己來發言是最合適的，這是為了不重演錯誤：讓少數人主宰一切，多數人被迫沉默。

## 目标与要求

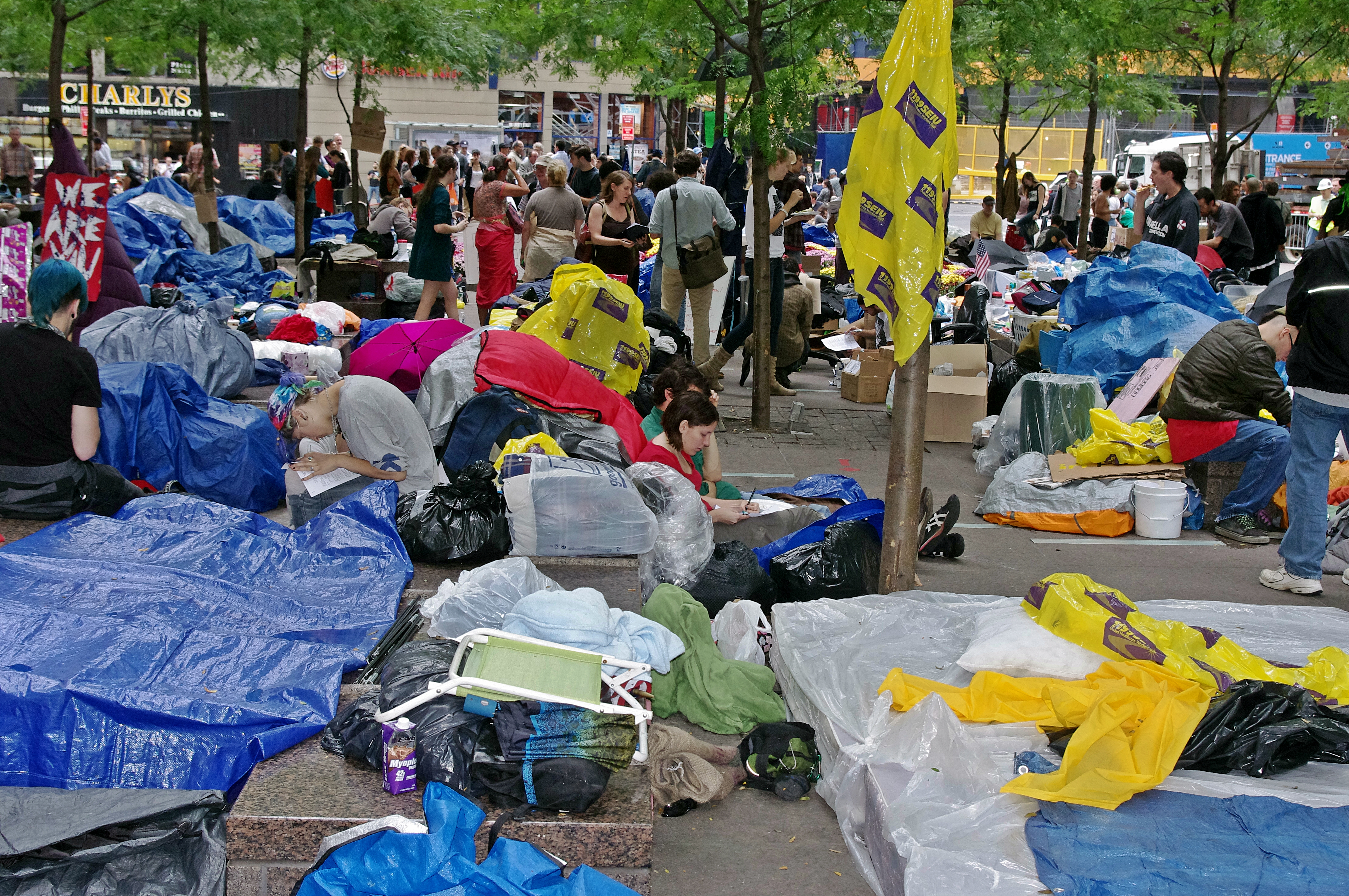
9月28日，占领祖科蒂公园的示威者

根据活动的最初组织方广告克星的表示，最核心的诉求是要求总统奥巴马“组建一个总统委员会，以结束金钱对国会议员的影响”。导演麥可·摩爾说虽然这次抗议活动并不像其他国家发生的一样，不过这个抗议活动代表了美国人的各种要求，其基本普遍诉求就是对于政治腐败、以及大商业公司和最富有的1%的富人在政策制定上享有的特权的反感。
不过这个活动也被一些人批评，Ginia Bellafante在《纽约时报》的一篇文章中写道：这个活动缺乏团结，过程像童话剧一样，各种参与人实际上面临着如找工作，偿还学校贷款等不同的生活难题。

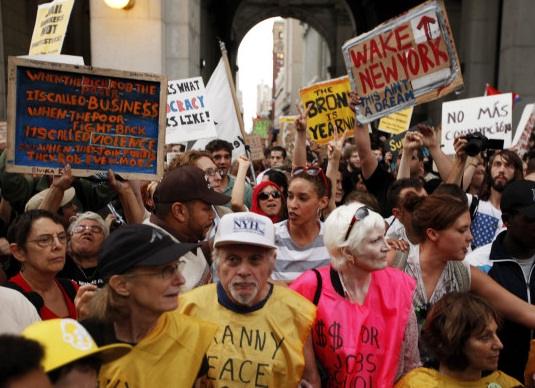
10月1日，向纽约市警察局等目的地行进的人群

一个小的草根政党Light Party（页面存档备份，存于）建议抗议者都应该购买50美分的华尔街的股票，该党的创建者Da Vid Raphael告诉合众国际社说：这一举措将一年至少为美国经济增长3500亿美元。共和党人说我们不愿意花更多的钱，因为这样会增加个人的债务，那么钱都在哪裡？在华尔街。
美国女演员Roseanne Barr在今日俄罗斯上表示，她建议个人财富超过1亿美元的富人都应该送入“再教育集中營”（Education camps），如果不配合就应该被斩首。
10月1日，前奥巴马顧問Van Jones宣布，他和其他进步主义者将发动一个“十月攻势”（October Offensive）运动，以对抗右翼的茶党运动。

### 抗议者的政治观点与目标

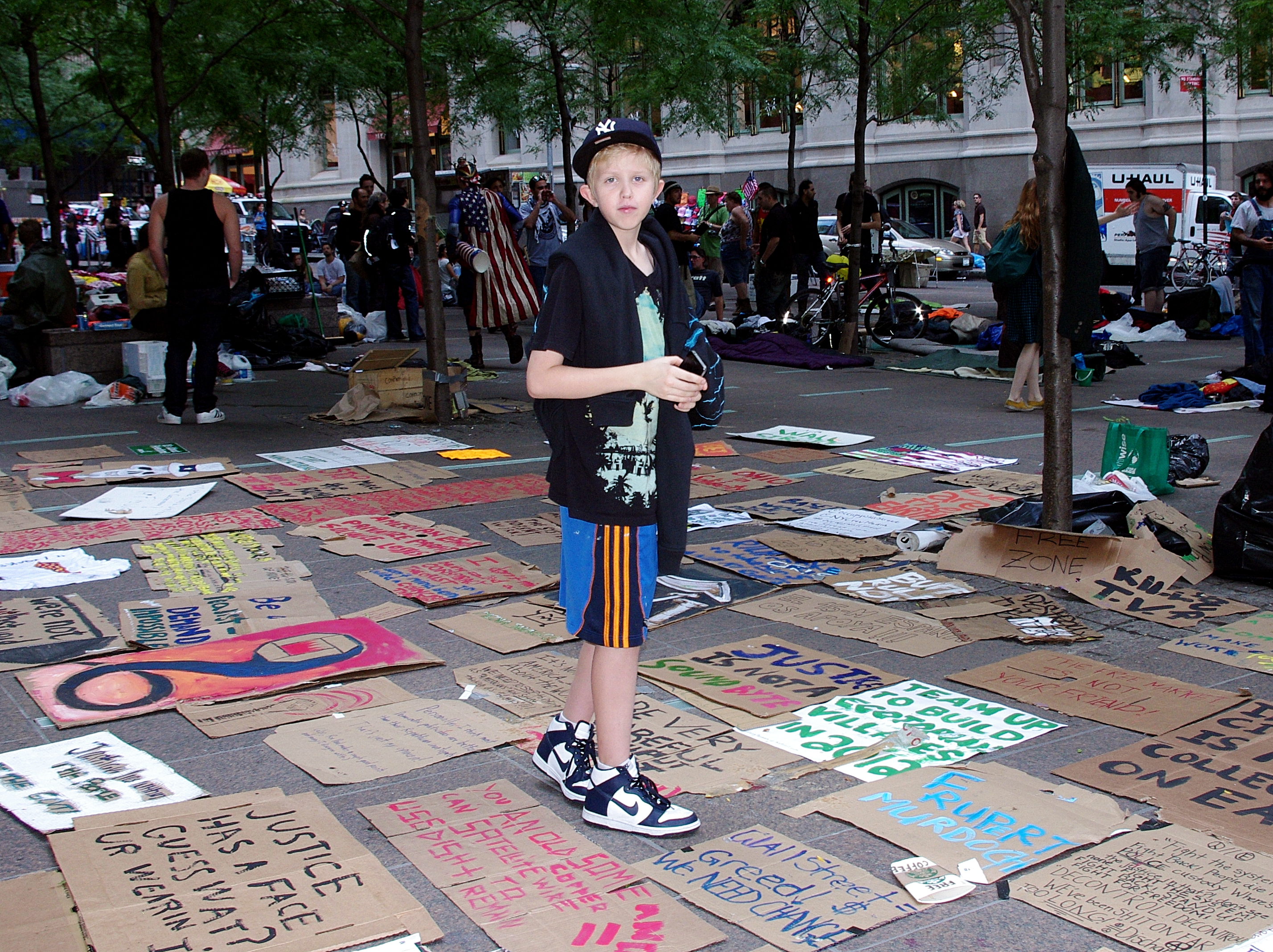
一个男孩站在摆放着各种要求的标语卡片的地面上，9月25日

在活动的官网上，一份有关活动的关键声明中这样表述:“最基本的事实就是我们99%的人不能再继续容忍1%人的贪婪与腐败”。“建立一个美好的社会，我们不需要华尔街，我们不需要政治家”。
抗议者要求消除金钱对政客和国家政策的影响，用公民大会的共识机制来取代政商合一的政府。

## 事件主要进展

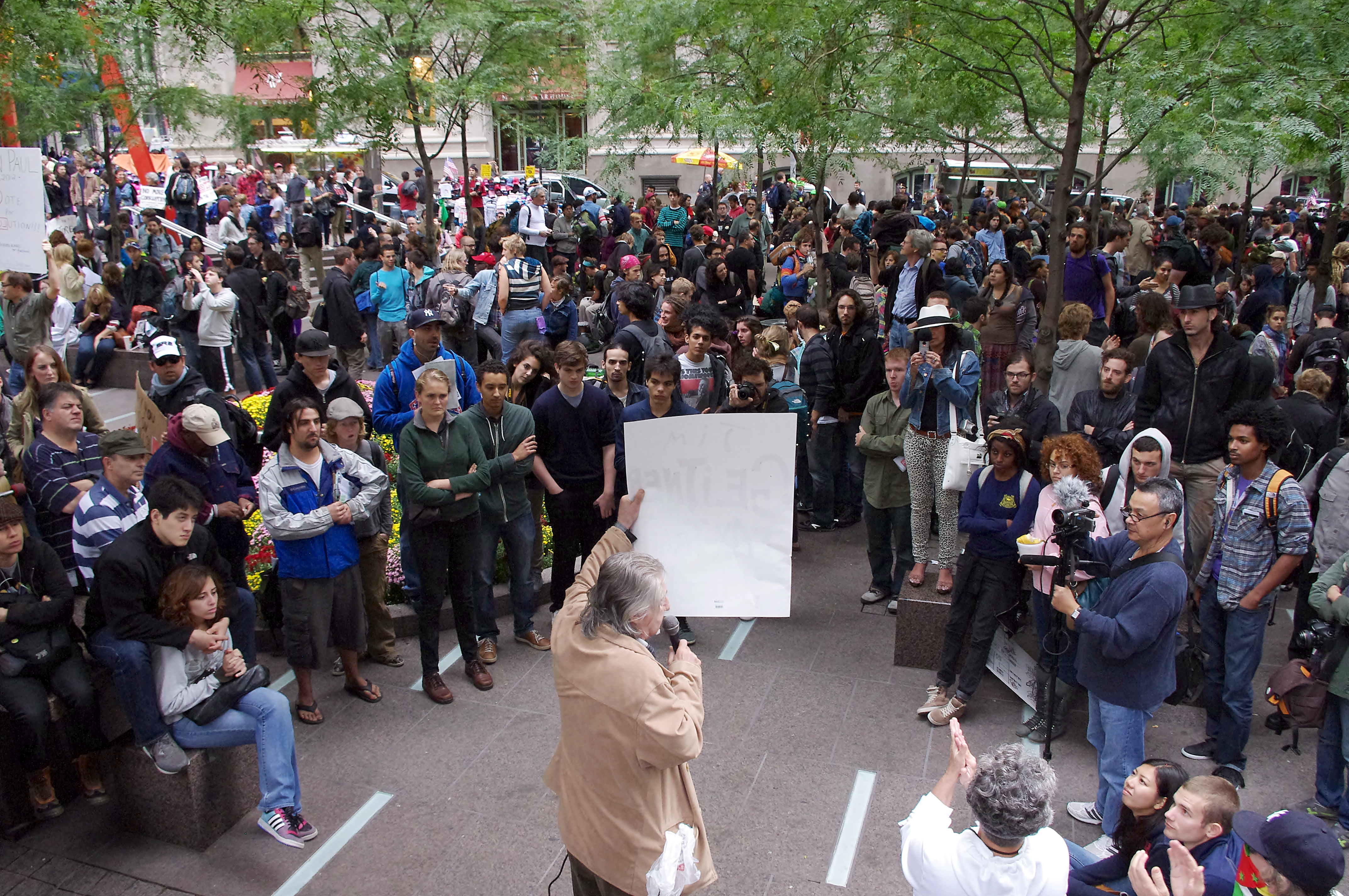
在祖科蒂公园里，一名演说者向人群发表演讲，9月17日

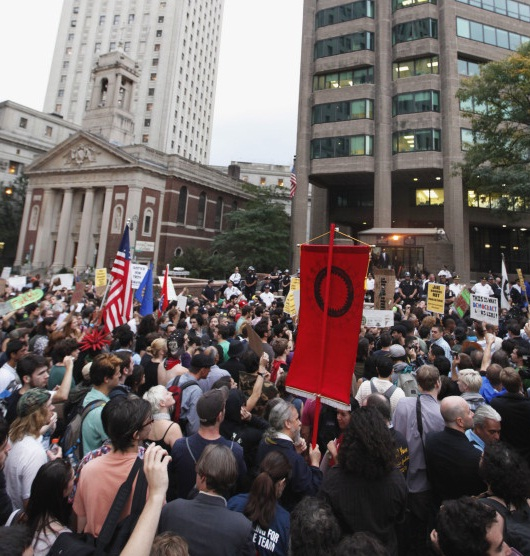
10月1日在华尔街抗议的人群

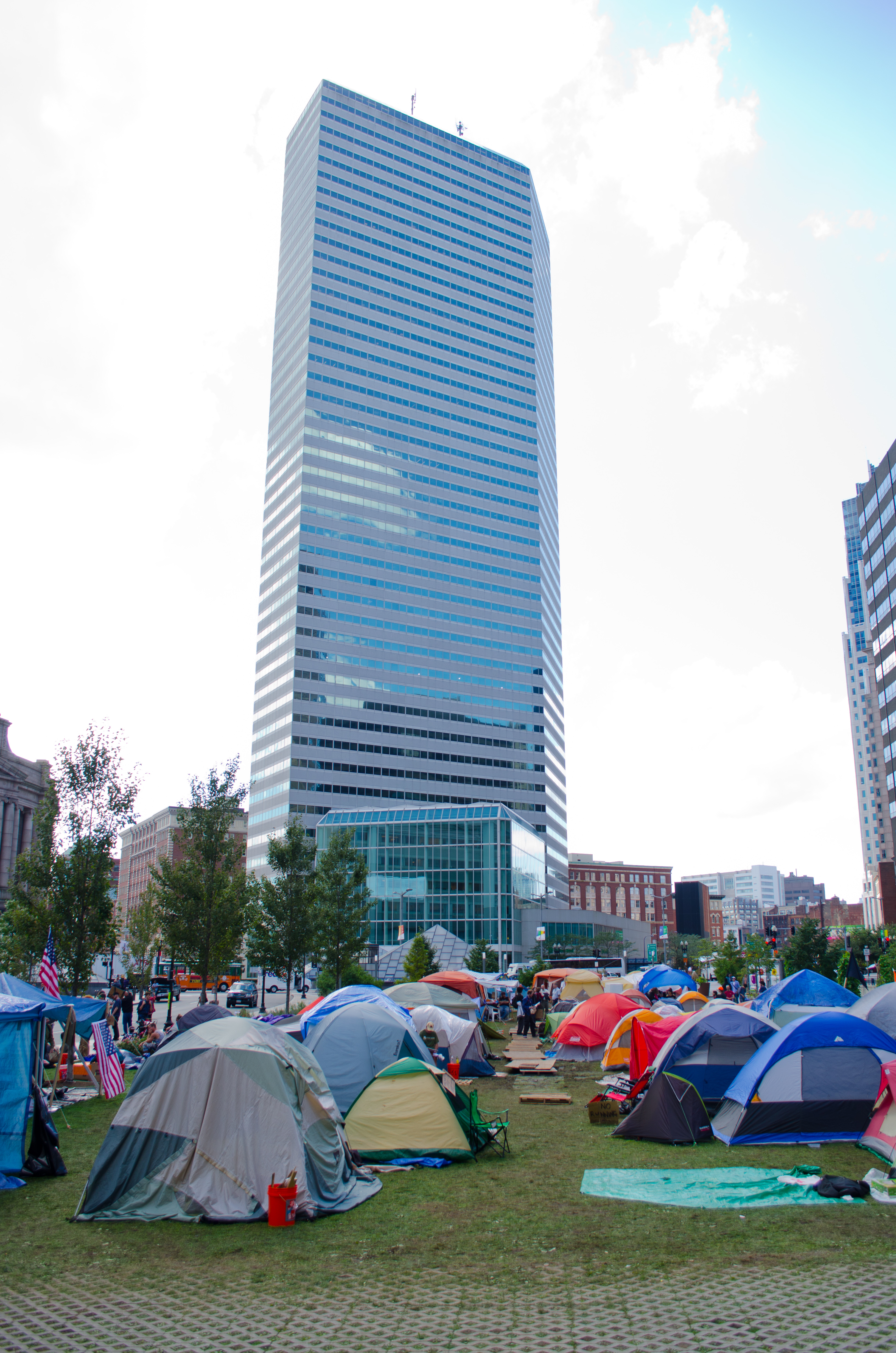
“占领波士顿”运动的人在波士顿Dewey广场安置的露营地，10月3日

- 9月17日，活动开始，大约1000人参加[28]。纽约市警察局的警察根据相关法令，阻止示威者在某些公共场所竖立帐篷。导致许多经过华尔街的人聚集在百老汇大街与教堂街（Church Street），自由大街（Liberty Street）和Cedar街之间的祖科蒂公园裡。
- 9月19日，华尔街的股票交易市场正常开放。许多大型传媒公司开始报道活动的新闻[29]，这个活动得到主流媒体的关注[30]。晚上抗议者的数量大约在150人左右，而白天人数更多[28]。
- 9月23日，祖科蒂公园，参加活动的人通过金融中心自由广场一号（One Liberty Plaza）在街上继续示威[31]。《卫报》[32]和《纽约时报》都报道了这些活动[33]。
- 9月27日，在协议失败后，数百名来自联合航空公司、大陆航空公司的飞机驾驶员，与其他一些飞机驾驶员协会（Airline Pilots Association）的成员一起，在华尔街上举行集会[34]。他们身着制服，手举标语行进着高喊“一名驾驶员的价值何在？取决于你们对长远的看法”[34]。
- 9月29日，旧金山的示威者尝试占领花旗银行和美國大通銀行，并想进入嘉信理财集团金融机构（英语：Charles Schwab）[35][36]。
- 10月1日，该示威活动已蔓延至纽约市以外的多个美国主要城市，其中包括旧金山、芝加哥、洛杉矶、西雅图、波士顿和丹佛等城市，紀錄片導演米高·摩亞及奧斯卡影后蘇珊·莎朗頓亦有到場支持[2][37]。而在纽约，有超过5000人朝布鲁克林大桥游行，其中数百人行进到人行道和车道上，占领了大桥的一部分，导致交通通行被阻碍两个小时。警察把人群隔离成两部分，包围了一些人，700多人被捕并被多辆巴士运走。剩下的抗议者晚上聚集在祖科蒂公园里[38]。
- 10月4日，国际金融“大鳄”、量子基金创始人乔治·索罗斯表示，他对于最近从纽约华尔街蔓延到全国的示威抗议活动表示同情和支持。他能理解“‘华尔街’抗议民众心中的愤怒。”[39]目前在波士顿、亚特兰大、丹佛、芝加哥、洛杉矶、旧金山和匹兹堡金融区，都出现占领华尔街行动的模仿者。即使在爱达荷州博伊西，一个人口只有20.5万人的小城市，也定于5日举行示威活动。同时，活动组织者开始在美国以外的国家，包括捷克布拉格、德国法兰克福、加拿大多伦多、澳大利亚墨尔本、日本东京、爱尔兰科克等城市，组织支持活动，中国郑州也有市民示威游行，表达对占领华尔街的支持[40]。有1000多人签名表示将于本月22日在伦敦证券交易所举行抗议示威活动。[41]
- 10月14日，上千名和平示下午在美国首都华盛顿举行游行，游行队伍从宾夕法尼亚大街自由广场出发，向国会山下的史密森学会博物馆建筑群挺进。他们高喊“占领华尔街、占领K街”等口号，抗议大企业对美国政治的影响和美国政府发动的阿富汗与伊拉克战争，要求美国政府将更多资源投到民生方面。示威者在国家航空航天博物馆与保安人员发生大规模冲突，保安人员使用辣椒水喷雾阻止示威者进入，场面一度极为混乱。被喷中面部的示威者当场倒地，不少示威者被辣椒水呛得泪流满面，更有人倒地呕吐，被辣椒水喷雾喷中的示威者纷纷用瓶装水相互清洗面部[42]。在遭保安人员阻拦后，示威者聚集在博物馆门口拒绝离开。大队警察和消防队人员赶到，阻拦周围道路。警犬、骑警等防暴部队也严阵以待。警方以有爆炸物威胁为由封闭了博物馆。[43]
- 10月14日，“占领华尔街”示威者庆祝可以逗留在祖科蒂公园时，与警察发生激烈冲突，多人被捕。
- 10月15日，示威者在香港发起“佔領中環 (2011年)”行动。
- 11月25、 26日，佔領華爾街運動發起了“全球罷買日”（Buy Nothing Day），號召美國與世界各地民眾二十四小時不要購物，反思整個消費體系的弊端。[44]

## 暴力冲突
美国官方文件证明，美國聯邦調查局（FBI）暗中称“占领华尔街”运动是“恐怖主义”行动，并用对付“恐怖分子”的方式对付参加者。美國警察、FBI、和国内安全联盟委员会通力合作，尽全力配合银行，用逮捕行动，来瓦解美国左翼占领运动。

## 祖科蒂公园冲突
2011年11月15日凌晨1点，纽约市当局和祖科蒂公园所有者商业地产公司布鲁克费尔德物业一起对占据祖科蒂公园的示威者现场发布了“清场信”，信中说“我们希望你们尽快暂时性地离开公园，以便于清扫卫生，恢复原状。当清扫工作结束后，你们还会被允许重新回到这个公园。但如果你们决定回来，将禁止携带帐篷、睡袋以及其他相似的东西。”纽约警方用高音喇叭喊话说如果不离开将被逮捕。然后纽约数百名全副武装的防暴警察及铲车对该地进行了强制清场，警方与部分不愿离开的示威者爆发冲突，约200人被捕。清理完现场垃圾后抗议者已经返回祖科蒂公园。

## 各方反应

### 纽约警察
在抗议期间，发生的纽约警察逮捕事件如下：
- 4名抗议者由于蒙面而被捕[49]

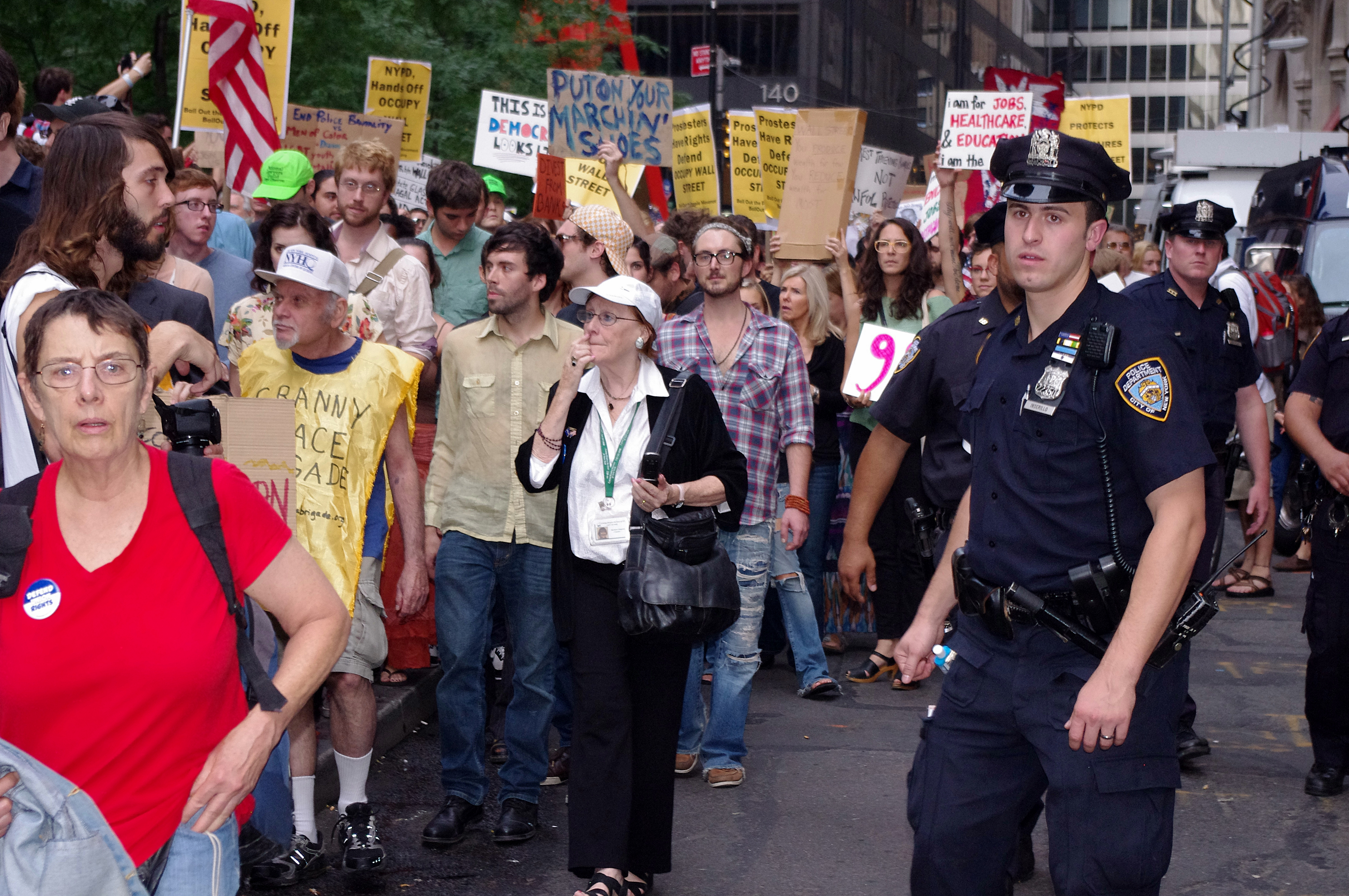
9月30日，在纽约游行的队伍与附近的警察

- 1名抗议者由于穿过警察设置的路障并对抗警察而被捕[50]
- 2名抗议者由于进入美国银行大楼而被捕[50]
- 1名抗议者由于扰乱治安被捕[51]
- 在9月24日，至少80人[52]在强行通过被关闭的大街开始向外围住宅区游行时被捕[53][54]。逮捕他们的大多数理由是阻碍交通，个别理由是扰乱和不遵守秩序。
- 10月1日，抗议者在通过布鲁克林大桥游行时，《纽约时报》报道说有超过700人被捕。警察使用10辆巴士运载抗议者离开大桥[55]。警察并没有阻止这场非法的游行，只是禁止示威者走上行车道，纽约警察局的发言人Paul Browne表示：警察是在对抗议者多次警告不要滞留在大桥上而应该站在人行道后，由于人们拒绝服从才被捕的[2]。而没有走上行车道而在人行道上的示威者并没有遭到逮捕。
- 截至10月2日，绝大多数被捕的人已被释放，只有20人由于扰乱治安而面临刑事指控[56]。

### 美国联邦调查局
根据英国卫报，美国联邦调查局FBI 把“占领华尔街”的和平运动，作为潜在的犯罪与恐怖组织行动进行监控和打击。

### 媒体
一些媒体和财经部门的评论人士表示尽管这些活动的组织者表示活动大多是非暴力的，仍然能带给不少纽约人以骚乱的恐惧感。在The New American的采访中，来自Center for the Defense of Free Enterprise的Ron Arnold宣称“美国的种族主义者正在计划举行许多暴动以颠覆我们的社会制度...我在谈论我们国家里反对资本主义的恐怖分子”。保守的The Blaze新闻网站，批评美国愤怒日（U.S. Day of Rage）参与这些运动，并将之与1969年发生的“愤怒日”（Days of Rage）的暴力活动相提并论。《纽约每日新闻》在发表的一篇文章中将抗议者描述为“一群被寵壞的小屁孩”（bunch of spoiled brats）。《华尔街日报》在一篇文章写道“持续一周的抗议活动像是一尊半身雕塑像（意思是失敗的）”。电视节目The O'Reilly Factor对活动评论道“如果大家把每一项左翼的思想进行实践，那么大家就都陷入灾难里了”。
而对活动持支持态度的自由派媒体也有不少。为ThinkProgress写作的部落客Zaid Jilani在文章中表示：抗议者反抗华尔街的愤怒情绪并不是没有道理的，因为华尔街的行为使得上千万的人戏剧性地变穷。左翼部落格Crooks and Liars的部落客Susie Madrak写“我感觉这（活动）可能是对的事情”。不过，自由派的杂志Mother Jones对集会活动给予了严厉抨击，9月27日发表的文章强烈批评这个运动缺乏向前进步的清晰信息和策略，该观点是指这些运动在广大美国人之间很难具体实践:“到目前，这更像是一场梦想者们的运动，而非中产阶层想要的”。

### 名人
电台節目The Sean Hannity Show的Sean Hannity声称“所有抗议者所说的关于福利的言论都直接来自于总统奥巴马口中”，而Kimberly Guilfoyle则称抗议者“绝对没有关注个人生活的目标或动机”。在Gothamist上发表的一篇文章中，纽约市长迈克尔·布隆伯格批评活动参与者在表达论点时缺乏具体细节。
导演麥可·摩爾反对华尔街时说“他们（华尔街）在尽量拿走我们的民主，并把这个国家变成盗贼统治的国家”。教育家兼作家Cornel West针对一些批评者说抗议者缺乏具体的目标时表态说“把针对华尔街贪婪的焦点概括成一两种具体诉求是很难的，我们谈的是民主的觉醒”。加拿大作家娜欧米·克莱因支持示威者时说“现在不是解散刚诞生的反对金钱权力运动的时候，相反人们应该去加强它、支持它和帮助它使之产生巨大的能量。面临许多困难，我们承担不起犬儒主义（cynicism）”。
饶舌嘻哈歌手卢普·菲亚斯科为活动者捐助了帐篷和移动音响器材，他还写诗以激励抗议者。喜剧演员Roseanne Barr在活动的第一天对示威者对话时，她把华尔街金融家说成是“使我们经济下降并导致世界产生各种问题的人”。奧斯卡影后蘇珊·莎朗頓对集会者说道“我来这裡是来接受教育的……我们国家的富人与穷人之间存在着巨大的差距（void）”。其他支持活动的名人还有：Russell Simmons、Anti-Flag、薩爾曼·魯西迪、瑪格麗特·愛特伍、诺姆·乔姆斯基和电台司令。
国际金融“大鳄”、量子基金创始人乔治·索罗斯表示，他对于最近从纽约华尔街蔓延到全国的示威抗议活动表示同情和支持。他能理解“‘华尔街’抗议民众心中的愤怒。”

### 中國大陸媒體
几大门户媒体头版用红色字体报道批评美国媒体对“华尔街革命”实行低调处理。美国各大主流媒体要么视而不见，要么轻描淡写。文章批评“美国媒体，看不到什么‘新闻自由’，看不到什么‘客观公正’，真正看到的不过是美国媒体基于资本利益、美国利益所一贯严格恪守的‘政治正确’而已”。

## 延伸阅读
- 中国不应对华尔街示威游行幸灾乐祸.2011-10-09
- 美国从政治破产到社会分裂.2011-10-12
- 一个社会运动的生成.2011-10-25
- 占领华尔街的另类领袖（页面存档备份，存于）.2011-10-26
- 谁发出占领华尔街第一声.2011-12-06
- 连鹏：美国‘占领华尔街’运动和失去的十年（页面存档备份，存于）.2012-01-13

## 引注
1. 1 2  . BBC News. 2 October 2011  [2 October 2011]. （原始内容存档于2018-12-26）.
2. 1 2 3 4  . Fox News Channel. October 1, 2011  [2011-10-01]. （原始内容存档于2011-10-02）.
3. ↑  Marcinek, Laura. . Bloomberg.com. September 17, 2011  [September 17, 2011]. （原始内容存档于2013-10-29）.
4. 1 2  Saba, Michael. . CNN tech. September 17, 2011  [September 17, 2011]. （原始内容存档于2011-11-18）.
5. ↑  Adbuster.org. . 2011  [2011-09-25]. （原始内容存档于2011-11-18）.
6. 1 2 3  . IBTimes New York. September 17, 2011  [September 18, 2011]. （原始内容存档于2012年5月21日）.
7. ↑  . OccupyWallSt (user at Occupywallst.org). 2011-09-27  [2011-10-03]. （原始内容存档于2013-09-14）.
8. ↑  . www.adbusters.org.   [September 17, 2011]. （原始内容存档于2011-11-18）.
9. ↑  . Huffingtonpost.com.   [2011-10-03]. （原始内容存档于2011-10-03）.
10. ↑  Paul Harris in Boston. . Guardian.   [2011-10-03]. （原始内容存档于2011-10-03）.
11. ↑  . Usmfreepress.org.   [2011-10-03]. （原始内容存档于2011-10-05）.
12. ↑  Pilkington, Ed. . Guardian.co.uk. 2011-10-02  [2011-10-03]. （原始内容存档于2011-10-03）.
13. ↑  . BBC中文网. 2011年10月14日  [2011年10月15日]. （原始内容存档于2011年10月17日）.
14. ↑  .   [2011-09-23]. （原始内容存档于2011-09-23）.
15. ↑  . September 17, 2011  [September 17, 2011]. （原始内容存档于2011年9月23日）.
16. ↑  .   [2011-11-25]. （原始内容存档于2011-10-18）.
17. ↑  .   [2011-11-25]. （原始内容存档于2011-11-10）.
18. ↑  Adbusters （页面存档备份，存于）, Adbusters, July 13, 2011; accessed September 30, 2011
19. ↑  Michael Moore Live • Occupy Wall Street Interview • MSNBC Lawrence O'Donnell （页面存档备份，存于）, September 28, 2011; accessed October 2nd, 2011
20. ↑  Correcting the Abysmal 'New York Times' Coverage of Occupy Wall Street （页面存档备份，存于）, Allison Killkenny, The Nation, September 26, 2011; accessed September 29, 2011
21. ↑  United Press International （页面存档备份，存于）, United Press International, September 30, 2011; accessed October 2, 2011
22. ↑  . Breitbart.tv.   [2011-10-03]. （原始内容存档于2011-10-04）.
23. ↑  . Huffingtonpost.com.   [2011-10-03]. （原始内容存档于2011-10-02）.
24. ↑  ANDREW CORNELL. . Is This What Democracy Looks Like?.   [2017-06-29]. （原始内容存档于2017-09-15） （美国英语）.
25. ↑  Mr. Graeber describes as "democracy without a government." http://chronicle.com/article/Intellectual-Roots-of-Wall/129428/ （页面存档备份，存于）
26. ↑  Heuvel, Katrina vanden. .   [2011-11-26]. （原始内容存档于2011-10-08）.
27. ↑  .   [2011-10-04]. （原始内容存档于2011-10-05）.
28. 1 2  Zerbisias, Antonia. . thestar.com. September 20, 2011  [September 21, 2011]. （原始内容存档于2011-10-03）.
29. ↑  . Google.com. September 17, 2011  [September 21, 2011].
30. ↑  . September 17, 2011  [2011-10-03]. （原始内容存档于2017-06-27）.
31. ↑  . YouTube. September 21, 2011  [September 27, 2011]. （原始内容存档于2011-10-06）.
32. ↑  Harris, Paul. . Guardian.   [September 27, 2011]. （原始内容存档于2011-10-03）.
33. ↑  Bellafante, Ginia. . The New York Times (New York City). The New York Times Company. September 23, 2011  [September 24, 2011]. （原始内容存档于2011-10-04）.
34. 1 2  . Washington Post. 1 October 2011  [1 October 2011]. （原始内容存档于2011-10-03）.
35. ↑  . 24ur.com.   [30 September 2011]. （原始内容存档于2017-09-22） （斯洛文尼亚语）.
36. ↑  Bowe, Rebecca. . San Francisco Bay Guardian.   [30 September 2011]. （原始内容存档于2011-10-06）.
37. ↑  . Washington Post. 1 October 2011  [1 October 2011]. （原始内容存档于2019-06-06）.
38. ↑  . Fox News Channel. October 1, 2011  [2011-10-01]. （原始内容存档于2011-10-02）.
39. ↑  量子基金创始人声援占领华尔街抗议活动 （页面存档备份，存于）. 新浪新闻中心,2011-10-5
40. ↑  . 财经网.   [2014-10-11]. （原始内容存档于2013-12-29）.
41. ↑  华尔街占领者将举行最大规模抗议 （页面存档备份，存于）.新浪新闻中心,2011-10-5
42. ↑  “占领华盛顿”游行示威者与保安发生暴力冲突 （页面存档备份，存于）.腾讯新闻中心, 2011-10-9
43. ↑  .   [2013-06-10]. （原始内容存档于2015-03-24）.
44. ↑  .   [2011-11-25]. （原始内容存档于2011-11-25）.
45. ↑  The documents, in short, show the cops and DHS working for and with banks to target, arrest, and politically disable peaceful American citizens. http://www.guardian.co.uk/commentisfree/2012/dec/29/fbi-coordinated-crackdown-occupy （页面存档备份，存于）
46. ↑  COREY KILGANNON and COLIN MOYNIHAN. . 纽约时报. 2011-11-15  [2011-11-15]. （原始内容存档于2011-11-16）.
47. ↑  中国新闻网. . 网易新闻. 2011-11-15  [2011-11-15]. （原始内容存档于2011-11-18）.
48. ↑  . CCTV-新闻. 2011-11-16. （原始内容存档于2011-11-19）.
49. ↑  Marcinek, Laura. . Bloomberg.com. September 19, 2011  [September 21, 2011]. （原始内容存档于2011-11-18）.
50. 1 2  Marcinek, Laura. . Businessweek. September 19, 2011  [September 21, 2011]. （原始内容存档于2011-09-23）.
51. ↑  . Qik.com.   [September 21, 2011]. （原始内容存档于2012-01-14）.
52. ↑  Smith, Candice. . abc.   [September 25, 2011]. （原始内容存档于2011-11-18）.
53. ↑  . Fox New.com.   [September 25, 2011]. （原始内容存档于2011-11-18）.
54. ↑  Moynihan, Colin. . The New York Times.   [September 25, 2011]. （原始内容存档于2012-07-09）.
55. ↑  Baker, Al. . The New York Times. 1 October 2011  [1 October 2011]. （原始内容存档于2011-10-21）.
56. ↑  . BBC News. BBC. 2 October 2011  [2 October 2011]. （原始内容存档于2011-11-18）.
57. ↑  "FBI documents just obtained by the Partnership for Civil Justice Fund (PCJF) … reveal that from its inception, the FBI treated the Occupy movement as a potential criminal and terrorist threat … http://www.guardian.co.uk/commentisfree/2012/dec/29/fbi-coordinated-crackdown-occupy （页面存档备份，存于）
58. ↑  of Rage”Wall St. Occupation Sparks Fears （页面存档备份，存于）, The New American, September 13, 2011
59. ↑  Who Is Behind the‘US Day of Rage’to‘Occupy’Wall Street this September 17? （页面存档备份，存于）, TheBlaze.com, August 19, 2011
60. ↑  . NY Daily.   [2011-10-03]. （原始内容存档于2011-09-30）.
61. ↑  . The Atlantic Wire.   [2011-10-03]. （原始内容存档于2011-10-01）.
62. ↑  . Mediaite.   [2011-10-03]. （原始内容存档于2011-10-03）.
63. ↑  Why There Are Protests On Wall Street: Their Actions Impoverished More Than 60 Million People （页面存档备份，存于）, ThinkProgress, September 18, 2011
64. ↑  Occupy Wall Street: 'This Is Not A One-Day Demonstration, We're Not Leaving' （页面存档备份，存于）, Crooks and Liars, September 17, 2011
65. ↑  . Mother Jones. 2011-09-27  [2011-10-03]. （原始内容存档于2011-09-30）.
66. ↑  . Mediaite.   [2011-10-03]. （原始内容存档于2011-10-03）.
67. ↑  . Gothamist.   [2011-10-03]. （原始内容存档于2012-01-18）.
68. ↑  . CBS News.   [30 September 2011]. （原始内容存档于2011-10-02）.
69. ↑  Strachan, Jessica. . The Flint Journal.   [27 September 2011]. （原始内容存档于2017-09-18）.
70. ↑  . Democracy Now. 29 September 2011  [30 September 2011]. （原始内容存档于2011-10-02）.
71. ↑  . naomiklein.org. September 27, 2011  [September 27, 2011]. （原始内容存档于2011-09-28）.
72. ↑  . September 15, 2011  [September 17, 2011]. （原始内容存档于2011-10-07）.
73. ↑  "Occupy Wall Street": Thousands March in NYC Financial District, Set Up Protest Encampment （页面存档备份，存于）, DemocracyNow.org, September 19, 2011
74. ↑  Cox, Jeff. . The Christian Science Monitor. 28 September 2011  [30 September 2011]. （原始内容存档于2011-10-03）.
75. ↑  . Nydailynews.com.   [2011-09-30]. （原始内容存档于2011-10-02）.
76. ↑  . anti-flag.com. 2011-09-30  [2011-10-01]. （原始内容存档于2011-10-09）.
77. ↑  Linda Solomon. . The Vancouver Observer.   [2011-09-30]. （原始内容存档于2011-10-02）.
78. ↑  量子基金创始人声援占领华尔街抗议活动 （页面存档备份，存于）.新浪新闻中心, 2011-10-5
79. ↑  . 网易新闻中心. 2011-10-24  [2011-10-25]. （原始内容存档于2011-10-27）.